# Сіамська затока
Сіа́мська зато́ка — затока в Південнокитайському морі між півостровом Малакка і південно-східною частиною півострова Індокитай. Омиває береги Таїланду, Камбоджі, В'єтнаму.
- Вдається до суші на 725 км.
- Ширина біля входу близько 400 км.
- Глибина до 70 м.
- Середня глибина становить 45 м.
- Площа 320 000 км².

Припливи добові, величина їх до 4 м. У затоку впадає річка Менам-Чао-Прая, на якій розташована за 30 км від затоки столиця і морський порт Таїланду — Бангкок.

## Клімат
Акваторія затоки розташована в субекваторіальному кліматичному поясі. Улітку переважають екваторіальні повітряні маси, взимку — тропічні. Сезонні амплітуди температури повітря незначні. Зволоження достатнє. У літньо-осінній період часто формуються тропічні циклони.

## Галерея

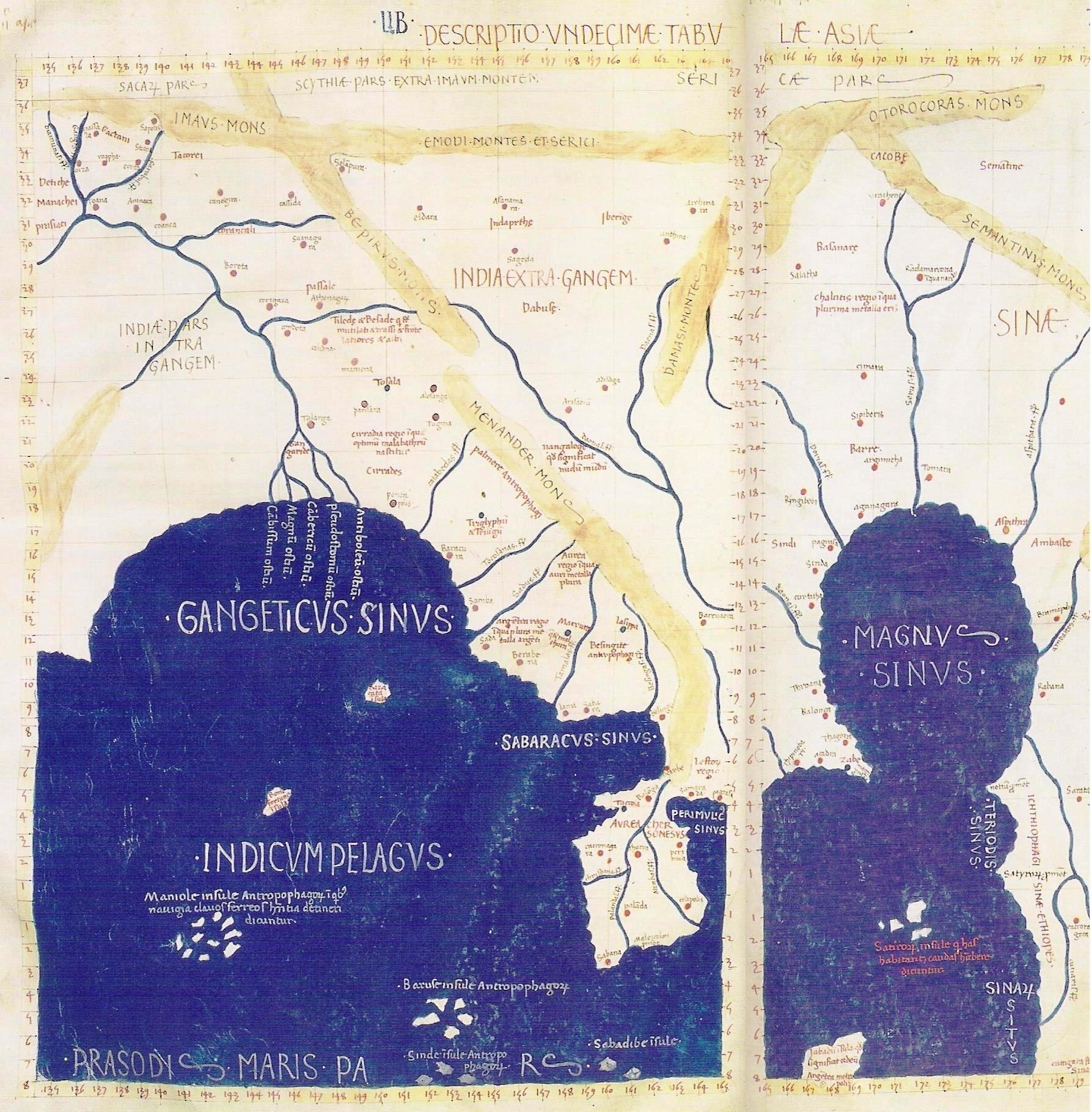
Карта Птолемея показує, що древньогрецькі моряки плавали до Бенгальської та Сіамської заток, а також Південнокитайського моря